# Sint-Ludwinakerk (Bonheiden)

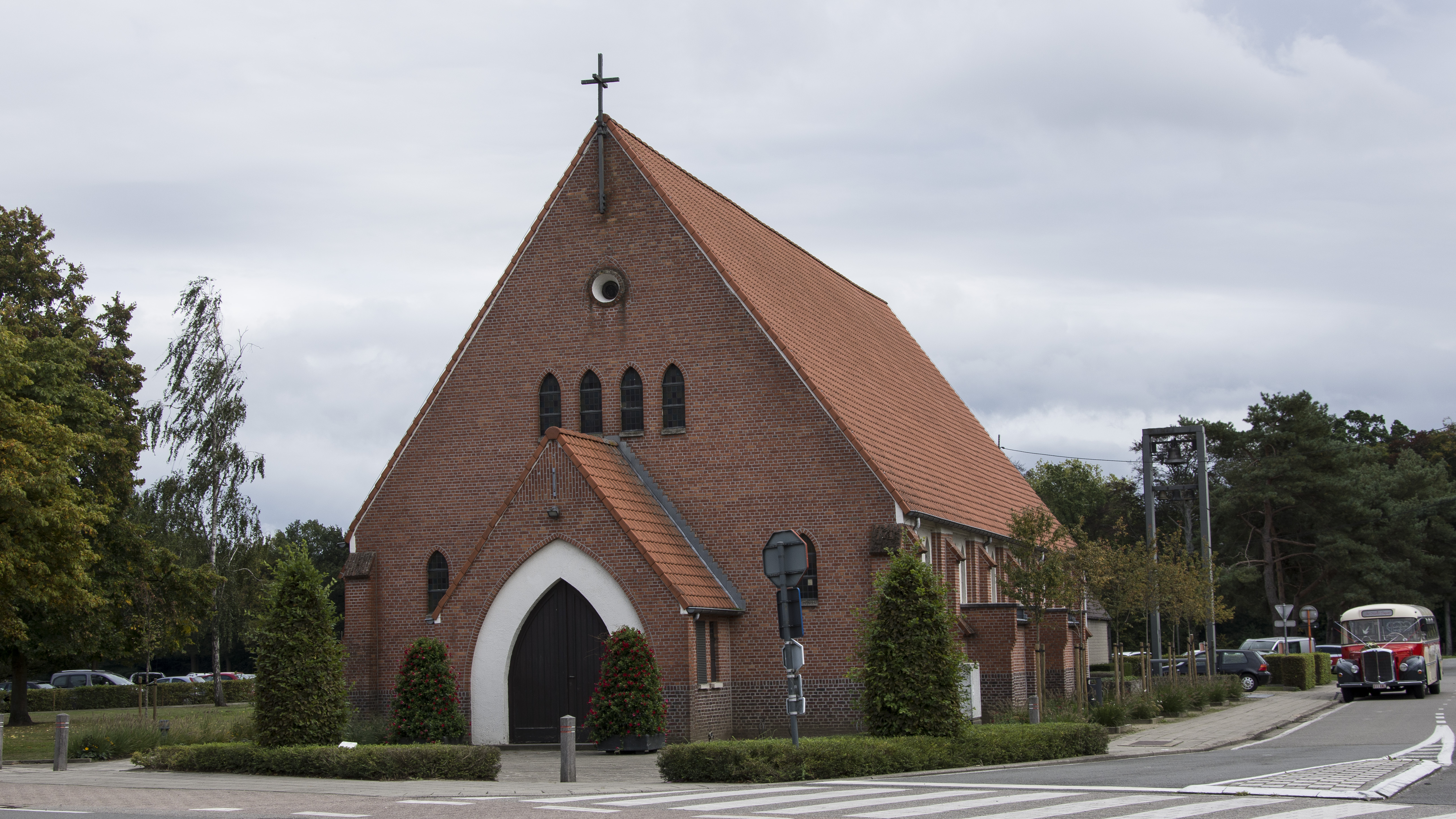
Sint-Ludwinakerk

De Sint-Ludwinakerk is een rooms-katholiek kerkgebouw nabij de Antwerpse plaats Bonheiden, gelegen aan de Putsesteenweg in de wijk Zellaer.

## Geschiedenis
In de loop van de 20e eeuw en vooral na de Eerste Wereldoorlog nam de bevolking langs de Putsesteenweg toe en daarom werd in 1935-1936 voor hen een kerk gebouwd in de stijl van de moderne gotiek.

## Gebouw
De sobere zaalkerk heeft zadeldak en een voorgebouwd, lager, portaal. Later werd aan de achterzijde nog een losstaande open klokkentoren opgericht, vervaardigd uit staalprofiel. Ook werd later een lagere aanbouw met een sacristie en een winterkapel toegevoegd.